# Arc (géométrie)
Pour les articles homonymes, voir Arc.

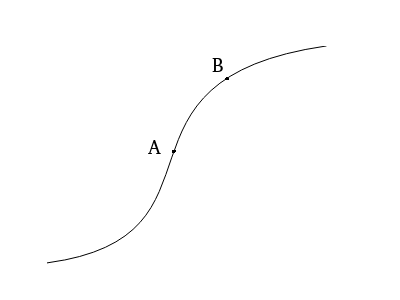
Arc géométrique quelconque

En géométrie, un arc est une portion de courbe délimitée par deux points de cette courbe. Par exemple, un arc de cercle est une partie de la circonférence du cercle, mais on peut tout autant parler d'arc de parabole, ou d'ellipse.
La corde est le segment de droite joignant les extrémités de l'arc.
La flèche est la droite perpendiculaire à la corde et passant par le point de l'arc le plus éloigné de la corde.
Un arc est dit convexe, si toute droite ne peut pas le couper en plus de deux points. La courbure (globale) d'un arc convexe est l'angle formé par les tangentes aux deux extrémités de l'arc.
- Pour une étude analytique des arcs, dans le plan et dans des espaces vectoriels de dimension n, voir Arc paramétré ;
- Pour tout le vocabulaire lié aux arcs paramétrés, voir Lexique des arcs paramétrés.